# Episodi di Moonlighting (seconda stagione)
La seconda stagione della serie televisiva Moonlighting è stata trasmessa negli Stati Uniti dal 24 settembre 1985 al 13 maggio 1986 e in Italia nel 1988.
| nº | Titolo originale                      | Titolo italiano                        | Prima TV USA      | Prima TV Italia |
| -- | ------------------------------------- | -------------------------------------- | ----------------- | --------------- |
| 1  | Brother, Can You Spare A Blonde?      | Da qualche parte a sud di Philadelphia | 24 settembre 1985 |                 |
| 2  | The Lady in the Iron Mask             | La donna velata                        | 1º ottobre 1985   |                 |
| 3  | Money Talks... Maddie Walks           | Duello all'ultima carta                | 8 ottobre 1985    |                 |
| 4  | The Dream Sequence Always Rings Twice | L'altra campana                        | 15 ottobre 1985   |                 |
| 5  | My Fair David                         | Mio caro David                         | 29 ottobre 1985   |                 |
| 6  | Knowing Her                           | Un marito da seppellire                | 12 novembre 1985  |                 |
| 7  | Somewhere Under the Rainbow           | Ai piedi dell'arcobaleno               | 19 novembre 1985  |                 |
| 8  | Portrait of Maddie                    | Ritratto di Maddie                     | 26 novembre 1985  |                 |
| 9  | Atlas Belched                         | Furto dei numeri telefonici            | 10 dicembre 1985  |                 |
| 10 | Twas the Episode Before Christmas     | Aspettando Babbo Natale                | 17 dicembre 1985  |                 |
| 11 | The Bride of Tupperman                | Qualcuno ha bussato alla porta         | 14 gennaio 1986   |                 |
| 12 | North by North DiPesto                | L'avventura di Agnes Topesto           | 21 gennaio 1986   |                 |
| 13 | In God We Strongly Suspect            | Il morto è veramente stecchito         | 11 febbraio 1986  |                 |
| 14 | Every Daughter's Father is a Virgin   | Il segreto della vita                  | 18 febbraio 1986  |                 |
| 15 | Witness for the Execution             | Torna a casa, David                    | 11 marzo 1986     |                 |
| 16 | Sleep Talkin' Guy                     | Buon anniversario                      | 1º aprile 1986    |                 |
| 17 | Funeral for a Door Nail               | Un funerale di troppo                  | 29 aprile 1986    |                 |
| 18 | Camille                               | Buone vacanze                          | 13 maggio 1986    |                 |

## Da qualche parte a sud di Philadelphia
- Titolo originale: Brother, Can You Spare A Blonde?
- Diretto da: Peter Werner
- Scritto da: Glenn Gordon Caron

## La donna velata
- Titolo originale: The Lady in the Iron Mask
- Diretto da: Christopher Leitch
- Scritto da: Roger Director

## Duello all'ultima carta
- Titolo originale: Money Talks... Maddie Walks
- Diretto da: Christopher Nyby
- Scritto da: Kerry Ehrin, Ali Marie Matheson

## L'altra campana
- Titolo originale: The Dream Sequence Always Rings Twice
- Diretto da: Peter Werner
- Scritto da: Debra Frank, Carl Sautter

## Mio caro David
- Titolo originale: My Fair David
- Diretto da: Will Mackenzie
- Scritto da: Bruce Franklin Singer

## Un marito da seppellire
- Titolo originale: Knowing Her
- Diretto da: Peter Werner
- Scritto da: Jeff Reno, Jon Osborn

## Ai piedi dell'arcobaleno
- Titolo originale: Somewhere Under the Rainbow
- Diretto da: Peter Crane
- Scritto da: Debra Frank, Carl Sautter, Frank Dandridge

## Ritratto di Maddie
- Titolo originale: Portrait of Maddie
- Diretto da: Peter Werner
- Scritto da: Kerry Ehrin, Ali Marie Matheson

## Furto dei numeri telefonici
- Titolo originale: Atlas Belched
- Diretto da: Christopher Nyby
- Scritto da: Roger Director

## Aspettando Babbo Natale
- Titolo originale: Twas the Episode Before Christmas
- Diretto da: Peter Werner
- Scritto da: Glenn Gordon Caron

## Qualcuno ha bussato alla porta
- Titolo originale: The Bride of Tupperman
- Diretto da: Christopher Nyby
- Scritto da: Jeff Reno e Ron Osborn

## L'avventura di Agnes Topesto
- Titolo originale: North by North DiPesto
- Diretto da: Christopher Hibler
- Scritto da: Debra Frank e Carl Sautter

## Il morto è veramente stecchito
- Titolo originale: In God We Strongly Suspect
- Diretto da: Will Mackenzie
- Scritto da: Scott Spencer Gordon

## Il segreto della vita
- Titolo originale: Every Daughter's Father is a Virgin
- Diretto da: Christopher Hibler
- Scritto da: Bruce Franklin Singer

## Torna a casa, David
- Titolo originale: Witness for the Execution
- Diretto da: Paul Krasny
- Scritto da: Jeff Reno, Ron Osborn

## Buon anniversario
- Titolo originale: Sleep Talkin' Guy
- Diretto da: Christopher Hibler
- Scritto da: Debra Frank e Carl Sautter

## Un funerale di troppo
- Titolo originale: Funeral for a Door Nail
- Diretto da: Allan Arkush
- Scritto da: Jeff Reno, Ron Osborn, Charles Eglee e Jonathan Lemkin

## Buone vacanze
- Titolo originale: Camille
- Diretto da: Peter Werner
- Scritto da: Roger Director

### Trama
- Guest star: Whoopi Goldberg (Camille Brand)